# Marjut
Marjut ist ein weiblicher Vorname.

## Herkunft und Varianten
Der Name ist die finnische Verkleinerungsform von Marja.
Weitere Varianten sind Marjukka und Marjatta.

## Bekannte Namensträgerinnen
- Marjut Mäkelä (* 1987), finnische Unihockeyspielerin
- Hanna Marjut Marttila (1961–2019), finnische Schriftstellerin
- Marjut Rolig (* 1966), finnische Skilangläuferin